# Donar (basketbalclub)
Donar is een Nederlandse professionele basketbalclub uit Groningen. De club komt uit in de BNXT League. Wedstrijden van de club worden gespeeld in de topsporthal van MartiniPlaza, dat plaats biedt aan 4.340 toeschouwers. De clubkleuren zijn blauw en wit, thuis speelt Donar in het wit en uit in het donkerblauw.

## Historie

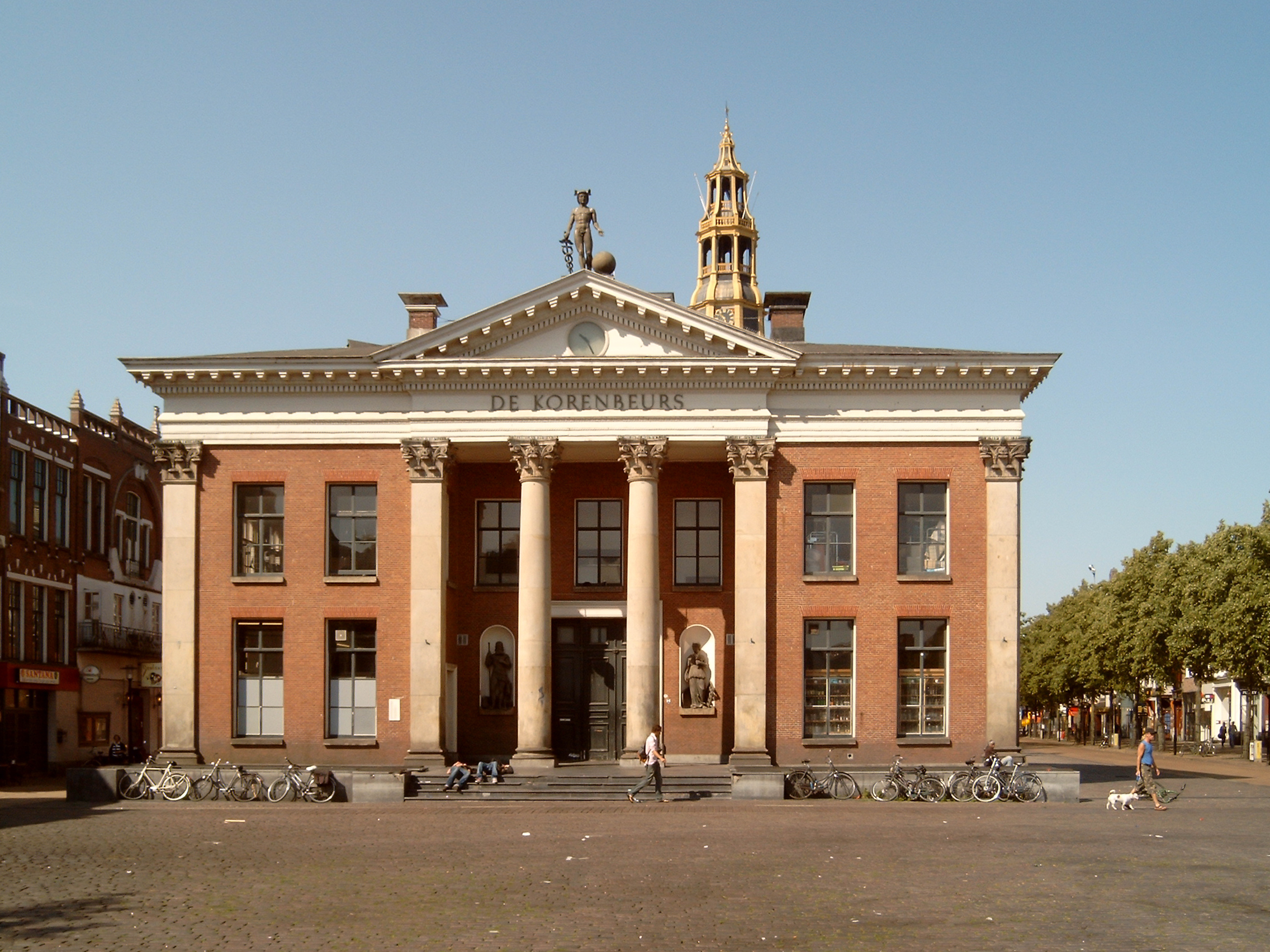
De Korenbeurs was de eerste thuishal van Donar in 1950

Op 17 januari 1881 fuseerden gymnastiekvereniging Wodan en schermvereniging Mars, beide onderdeel van het Groningse studentencorps Vindicat, tot G.S.S.V. Donar. Op 20 januari 1951 werd afdeling Groningen van de Nederlandse Basketball Bond opgericht, waarbij Donar een van de initiatiefnemers was. Er werd dat jaar een halve competitie gespeeld in de Korenbeurs. De eerste wedstrijd werd op 16 februari gespeeld tegen Noord-Oosten en werd verloren met 29-9. Jarenlang werd er in de Korenbeurs gespeeld, tot de competitie in de jaren 60 naar de voormalige veilinghallen aan de Peizerweg verhuisde. Sinds 1967 speelde Donar in de ACLO-hal.
In het seizoen 1958/1959 speelde Donar voor het eerst in de landelijke hoofdklasse - er bestond nog geen Eredivisie. Van de twintig wedstrijden werden slechts drie gewonnen, waardoor Donar gedeeld laatste werd en een degradatiewedstrijd speelde tegen MSV Zeemacht uit Den Helder. Ook deze wedstrijd ging verloren waardoor Donar degradeerde, maar dit seizoen zorgde wel voor een opleving in het Groningse basketbal.
In het seizoen 1969/1970 werd Donar – met onder anderen Jan Loorbach en Hans Lesterhuis als spelers – kampioen van de eerste divisie en promoveerde daarmee naar de eredivisie. De eerste wedstrijd in de eredivisie was een uitwedstrijd begin oktober 1970 tegen het Haagse Suvrikri, die met 64-63 verloren werd.
In 1973 maakte de vereniging zich los van Vindicat en werd de eerste sponsor (Nationale Nederlanden) aangetrokken. Hierdoor konden de wedstrijden worden gespeeld in de veel grotere Evenementenhal ("E-hal") van de Martinihal, met een capaciteit van ongeveer 3000 plaatsen.
Na het eerste landskampioenschap in 1982 maakte Nationale Nederlanden bekend te stoppen als hoofdsponsor. Er werd nog een jaar doorgespeeld onder de naam Nationale Nederlanden Donar maar in 1983 degradeerde Donar tot de rayon-hoofdklasse. De thuiswedstrijden werden vervolgens gespeeld in Sporthal Vinkhuizen. Donar werd kampioen en promoveerde naar de promotiedivisie. In 1986 kwam Donar onder de naam Ahrend Donar terug in de eredivisie; de club is daar tot nu toe gebleven. De Evenementenhal werd weer de thuisbasis.
Op 1 februari 1991 werd de "Basketball Business Club" (BBC) opgericht. Na verbouwing van de Martinihal tot Martiniplaza in 2000/2001 worden de wedstrijden gespeeld in de topsporthal van het complex. Deze hal is in 2006 voor het laatst verbouwd, toen de houten tribune van de BBC-leden werd vervangen door een nieuwe tribune met pluche stoelen. Ook werd de zakenruimte vernieuwd.
In de zomer van 2002 ging de Stichting Topbasketbal Groningen failliet, maar maakte een doorstart. Hierdoor kon MPC Donar in het seizoen 2002/2003 weer gewoon in de eredivisie spelen. Een jaar later werd onder druk van toenmalig sponsor MPC Capital de naam Donar uit de teamnaam geschrapt, de club ging voortaan door het leven als MPC Capitals. De club werd dat jaar voor de tweede keer landskampioen, ten koste van de Tulip Den Bosch. Ook in 1982 werd van Den Bosch gewonnen. Het jaar daarop werden de Capitals weliswaar eerste in de competitie, maar werd men in de kwartfinales van de play-offs al uitgeschakeld. Wel werd voor het eerst de NBB-Beker binnengehaald.

Ook aan het einde van het seizoen 2007/2008 is de toenmalige stichting van de Hanzevast Capitals failliet gegaan, maar door opnieuw een doorstart te maken bleef de club in de eredivisie.

### GasTerra Flames (2009-2014)
Op 9 november 2008 maakte de club bekend vanaf het seizoen 2009/2010 voor drie seizoenen verder te gaan onder de naam GasTerra Flames, vernoemd naar de nieuwe hoofdsponsor GasTerra. In het eerste jaar onder deze sponsor werd de club onder coach Marco van den Berg eerste in de competitie en werden de playoffs moeiteloos doorstaan. In de finale werd WCAA Giants uit Bergen op Zoom met 4-1 verslagen waardoor het derde landskampioenschap een feit was. Sleutelspelers voor de Flames waren onder anderen de Amerikanen Jason Dourisseau, Robby Bostain, Matt Haryasz, Matt Bauscher en Jason Ellis.

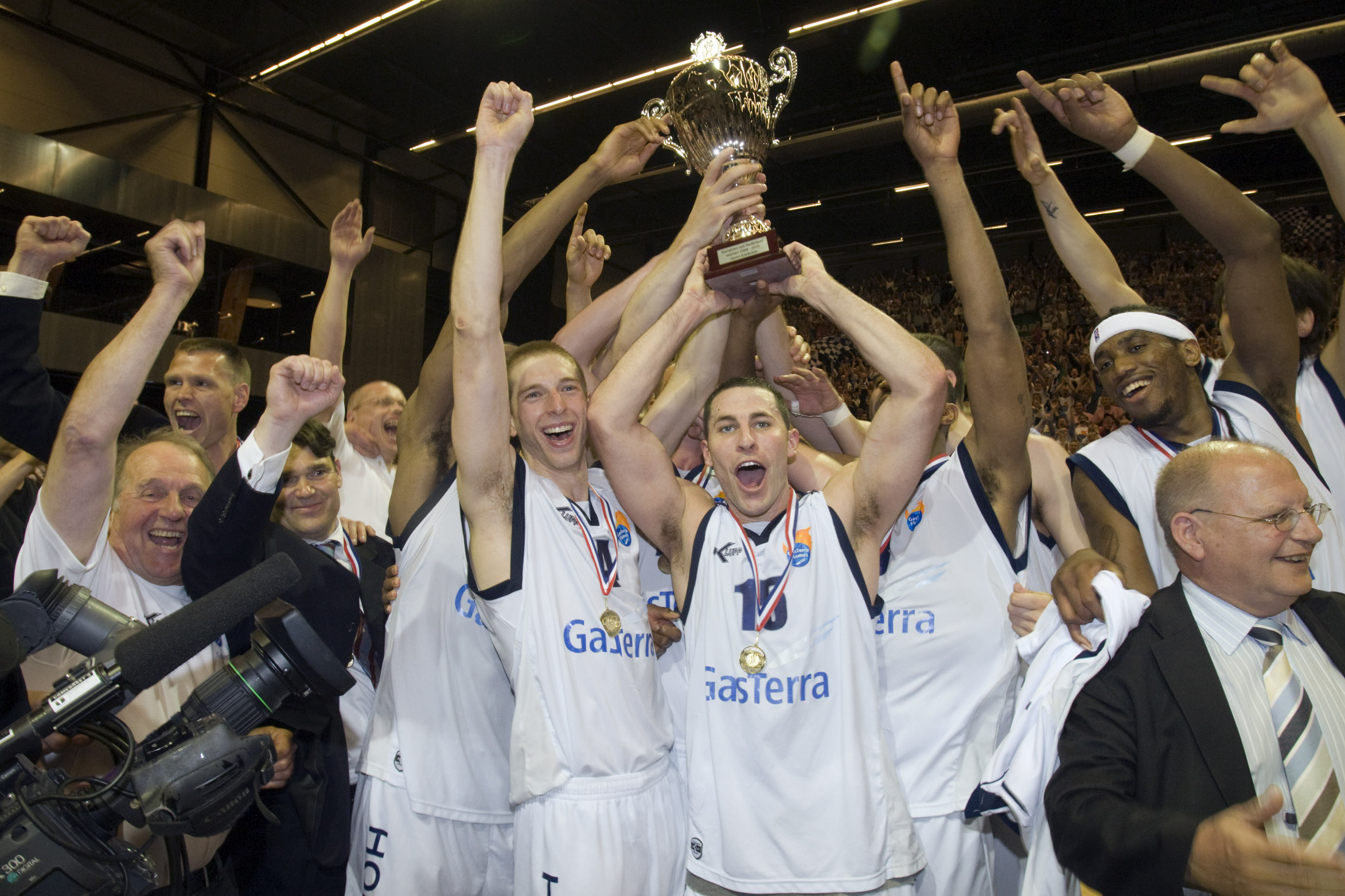
GasTerra Flames spelers vieren het kampioenschap in 2010

Het jaar erop bleef nagenoeg het hele kampioensteam bij elkaar, en werden de Flames tweede in de competitie, achter ZZ Leiden. Flames pakte daarbij voor de tweede keer in de clubhistorie de NBB-Beker, in de Final Four werd met Magixx en Bergen op Zoom afgerekend. Het landskampioenschap werd echter niet verlengd. Midden in het seizoen werd bekend dat Van den Bergs contract niet verlengd zou worden door het bestuur, dat vond dat de “houdbaarheidsdatum” in zicht was. In de play-offs was Flames heel dicht bij het vierde landskampioenschap; bij een stand van 3–3 in de finaleserie verloor Groningen in de laatste wedstrijd - die drie verlengingen nodig had - van Leiden.

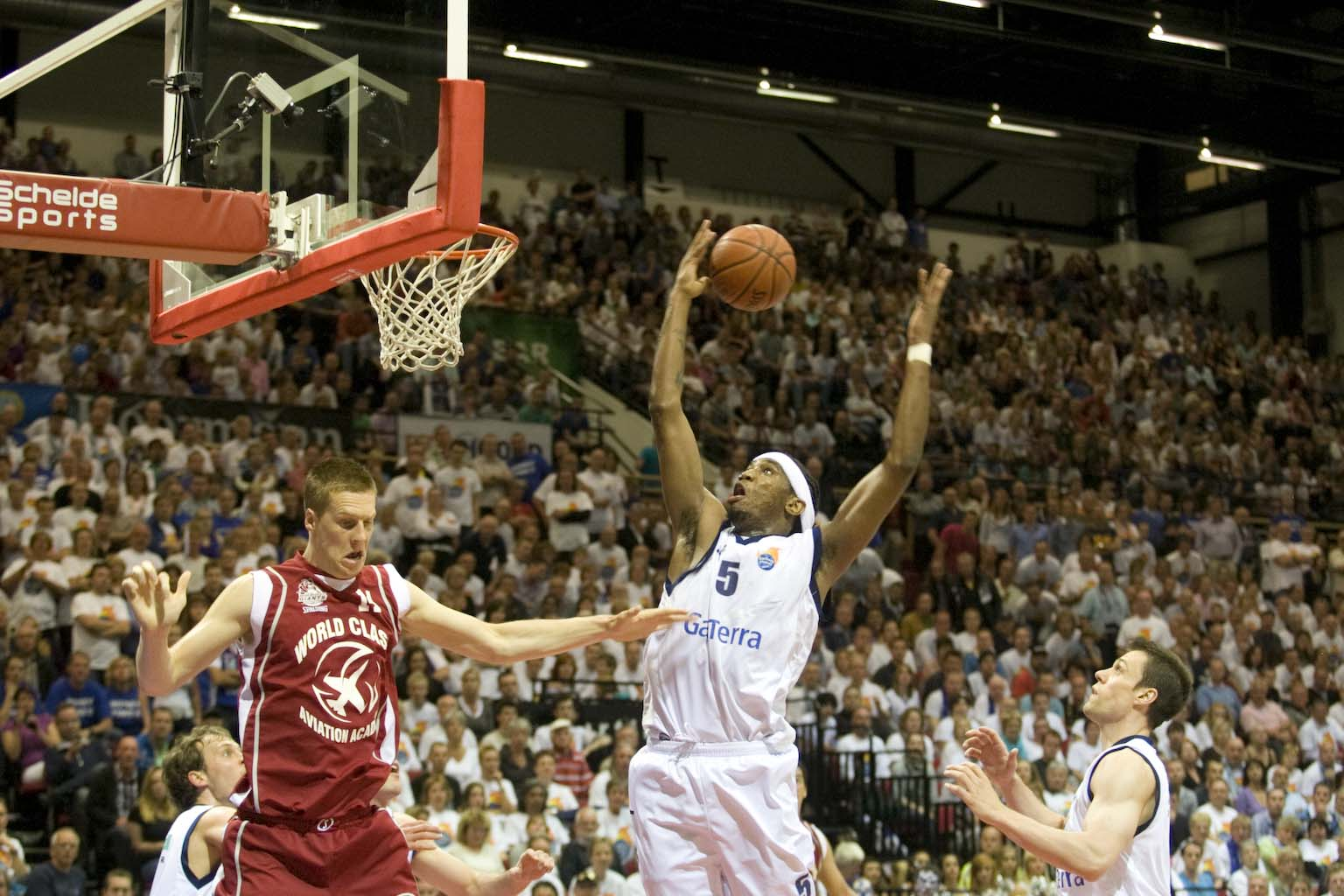
Wedstrijd in de finale van de play-offs in 2010

De overeenkomst met GasTerra werd in mei 2011 op initiatief van de sponsor opengebroken en verlengd met nog eens twee seizoenen, waardoor GasTerra tot ten minste 2013/14 hoofdsponsor zou blijven. Voor het seizoen 2011/12 werd Hakim Salem, ex-coach van ABC Amsterdam, aangesteld als nieuwe hoofdcoach. De club boekte beduidend minder succes dan in de voorgaande jaren in het eerste seizoen onder Salem. Ondanks dat er spelers met een grote staat van dienst, zoals David Bell, werden aangetrokken kwam Flames niet verder dan de halve finale en een vroege uitschakeling in het bekertoernooi. In 2012/13 werd Flames eveneens vroeg uitgeschakeld in de NBB-Beker. Coach Salem werd ontslagen door de club en vervangen door de Kroaat Ivica Skelin. Ook werden tijdens het seizoen nog versterkingen gehaald in Rogier Jansen en de Amerikaan Nate Rohnert, maar dit mocht voor Flames niet baten. De club werd met 3-0 in de halve finale verslagen door de latere kampioen Leiden.
Voor het seizoen 2013/14 werd bekend dat het het laatste jaar zou zijn met GasTerra als hoofdsponsor. Ook werd het team flink versterkt, met onder anderen de van Leiden overgekomen Ross Bekkering en Arvin Slagter. Eind december 2013 stapte voorzitter Hans Haerkens op en later werd bekend dat GasTerra Flames geen eigen vermogen meer bezat. De oorzaak hiervan was een verlies van 190.000 euro dat was ontstaan door onder andere personeelswisselingen, waaronder het ontslag van coach Salem en speler Maurice Miller in 2012-13. Naar aanleiding van het nieuws was de club om financiële redenen niet in staat sterspeler Jeff Robinson – die een contract van twee maanden bezat – te behouden.
Ondanks alle bestuurlijke en financiële perikelen won Flames voor het eerst in de clubhistorie de dubbel. In de NBB Bekerfinale werd Leiden verslagen en in de finale van de DBL werd Den Bosch met 4–3 aan de kant gezet. Arvin Slagter werd benoemd tot MVP én Play-offs MVP. Jason Dourisseau kreeg een tribune in MartiniPlaza naar zich vernoemd.

### Donar (2014-heden)

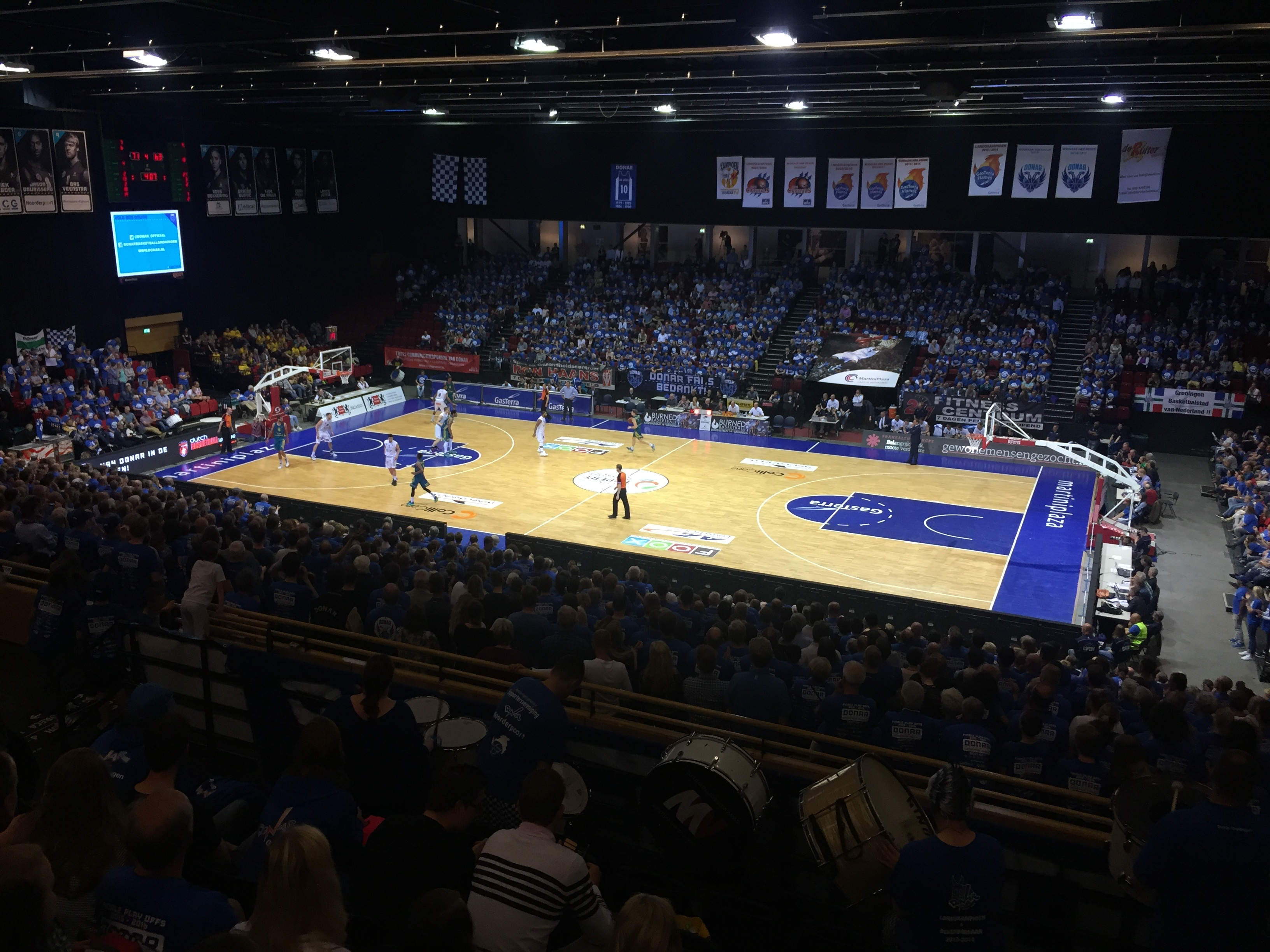
Een thuiswedstrijd van Donar in de finale van 2016

In juli 2014 werd bekend dat ook over het seizoen 2014-15 flink verlies was geleden; er was een tekort van € 135.000 ontstaan. Dit kwam voornamelijk door verkeerde berekeningen in de salariskosten. Daarbij werd aangekondigd dat de club zal gaan professionaliseren, met onder meer een directeur en een raad van toezicht. Ook werd bekendgemaakt dat de club in 2014/15 weer onder de naam 'Donar' zou spelen. Ondanks de lage verwachtingen won Donar de Supercup en NBB-Beker dit seizoen, tegen respectievelijk Leiden en Den Bosch. Op 26 mei 2016 pakte Donar voor de vijfde keer in de historie de landstitel.
Het seizoen 2016/17 was het succesvolste seizoen van Donar ooit. Het begon met het winnen van de supercup tegen New Heroes Den Bosch. Daarna pakte Donar de beker tegen Landstede Basketbal uit Zwolle, nadat eerst New Heroes Den Bosch in de kwartfinale en ZZ Leiden in de halve finale waren verslagen. Het seizoen werd afgesloten met de zesde landstitel door in de finale met 4–1 van Landstede Basketbal te winnen. Tussendoor werden ook nog 12 FIBA Europe Cup wedstrijden gespeeld, waarin Donar 8 keer won en 4 keer verloor.
Het seizoen 2017/18 begon met het net niet halen van de groepsfase van de Champions League, na drie uitstekende voorrondes gespeeld te hebben. Kort daarop werd de supercup finale in eigen huis verloren van Landstede Zwolle. De nationale beker werd wel gewonnen van ZZ Leiden en ook de finale in de play–offs werd overtuigend met 4–0 gewonnen van hetzelfde Leiden. In de Fiba cup werd de halve finale gehaald en dat was de club nog niet eerder gelukt. Ook was er over het gehele seizoen een record aantal toeschouwers per wedstrijd, kortom wederom een zeer succesvol jaar voor Donar.
Op 31 juli 2023 vroeg Donar faillissement aan vanwege een schuld van 1,75 miljoen euro en een negatief eigen vermogen van 1,3 miljoen euro. Een akkoord met de belastingdienst heeft tot niets geleid. De schuld van de club werd veroorzaakt doordat de penningmeester er met veel geld vandoor is gegaan.
Een groep ondernemers besloot gezamenlijk met de fans Donar te redden door een bod te doen op de failliete boedel. Op 25 augustus 2023 werd Donar de licentie toegezegd om weer te kunnen spelen in de BNXT competitie.

### Namen
- 1951–1973: GSSV Donar
- 1973–1983: Nationale-Nederlanden Donar
- 1983–1986: GBV Donar
- 1986–1989: Ahrend Donar
- 1989–1993: VGNN Donar
- 1993–1995: RZG Donar
- 1995–1996: Celeritas/Donar
- 1996–1999: RZG Donar
- 1999–2003: MPC Donar
- 2003–2006: MPC Capitals
- 2006–2009: Hanzevast Capitals
- 2009–2014: GasTerra Flames
- 2014–heden: Donar

In de tijden dat de club de naam Donar niet droeg, werd deze naam nog regelmatig door de supporters, media en soms zelfs door de club zelf gebruikt. Naast basketbal bestaat er ook een schermvereniging genaamd GSSV Donar in Groningen. Deze vereniging bestaat nog steeds en staat los van de basketbalvereniging.

## Erelijst
- Landskampioen (7):

1982, 2004, 2010, 2014, 2016, 2017, 2018
Finalist: 1998, 2006, 2011, 2015, 2019
- NBB Beker (7):

2005, 2011, 2014, 2015, 2017, 2018, 2022
Finalist: 1997, 2000, 2007
- Supercup (3):

2014, 2016, 2018
Finalist: 2011, 2015, 2017 

## Seizoenen
Hieronder staan seizoenen van Donar, met onder andere informatie over wedstrijden en de teams.
| - Seizoen 2009–2010 - Seizoen 2010–2011 - Seizoen 2012–2013 - Seizoen 2013–2014 | - Seizoen 2014–2015 - Seizoen 2015–2016 - Seizoen 2016–2017 - Seizoen 2017–2018 | - Seizoen 2018–2019 - Seizoen 2019–2020 - Seizoen 2020–2021 - Seizoen 2021–2022 | - Seizoen 2022–2023 |

## Resultaten

### Staafdiagram
Resultaten na eind competitie. Het cijfer in iedere staaf is de bereikte positie in de reguliere competitie. De beste 8 uit de reguliere competitie spelen vervolgens de playoffs. Een gouden staaf geeft een behaalde landstitel weer na de gespeelde play-off.
| 1* |

| 2* |

| 1* |

| 10* |

| 2* |

| 1* |

| 2* |

| 7 |

| 10 |

| 8 |

| 6 |

| 8 |

| 7 |

| 4 |

| 2 |

| 3 |

| 4 |

| 5 |

| 2 |

| 4 |

| 1* |

| 4* |

| 7* |

| 4 |

| 7 |

| 5 |

| 3 |

| 5 |

| 4 |

| 5 |

| 5 |

| 4 |

| 4 |

| 2 |

| 2 |

| 6 |

| 3 |

| 2 |

| 2 |

| 7 |

| 3 |

| 1 |

| 3 |

| 3 |

| 5 |

| 3 |

| 1 |

| 2 |

| 2 |

| 3 |

| 1 |

| 3 |

| 3 |

| 1 |

| 1 |

| 4 |

| 2* |

| 3 |

| landskampioen |

| play-offs gehaald |

| play-offs niet gehaald* |

| niet in eredivisie |

| landskampioen |

| play-offs gehaald |

| play-offs niet gehaald* |

| niet in eredivisie |

| 1* |

| 2* |

| 1* |

| 10* |

| 2* |

| 1* |

| 2* |

| 7 |

| 10 |

| 8 |

| 6 |

| 8 |

| 7 |

| 4 |

| 2 |

| 3 |

| 4 |

| 5 |

| 2 |

| 4 |

| 1* |

| 4* |

| 7* |

| 4 |

| 7 |

| 5 |

| 3 |

| 5 |

| 4 |

| 5 |

| 5 |

| 4 |

| 4 |

| 2 |

| 2 |

| 6 |

| 3 |

| 2 |

| 2 |

| 7 |

| 3 |

| 1 |

| 3 |

| 3 |

| 5 |

| 3 |

| 1 |

| 2 |

| 2 |

| 3 |

| 1 |

| 3 |

| 3 |

| 1 |

| 1 |

| 4 |

| 2* |

| 3 |

| landskampioen |

| play-offs gehaald |

| play-offs niet gehaald* |

| niet in eredivisie |

| landskampioen |

| play-offs gehaald |

| play-offs niet gehaald* |

| niet in eredivisie |

## Tabel
| Season  | Landelijk      | Landelijk      | Landelijk      | Landelijk      | Beker(s)               | Beker(s)        | Europees        | Europees               | Europees       |
| Season  | Niv.           | Comp.          | Pos.           | Play-offs      | NBB-Beker              | Supercup        | Niv.            | Comp.                  | Resultaat      |
| ------- | -------------- | -------------- | -------------- | -------------- | ---------------------- | --------------- | --------------- | ---------------------- | -------------- |
| 1970–71 | 1              | Eredivisie     | 7              | –              | Voorronde              |                 |                 |                        |                |
| 1971–72 | 1              | Eredivisie     | 10             | –              |                        |                 |                 |                        |                |
| 1972–73 | 1              | Eredivisie     | 8              | –              |                        |                 |                 |                        |                |
| 1973–74 | 1              | Eredivisie     | 6              | –              | Voorronde              |                 |                 |                        |                |
| 1974–75 | 1              | Eredivisie     | 8              | –              |                        |                 | 3               | Korać Cup              | Tweede ronde   |
| 1975–76 | 1              | Eredivisie     | 7              | –              | Voorronde              |                 |                 |                        |                |
| 1976–77 | 1              | Eredivisie     | 4              | –              |                        |                 |                 |                        |                |
| 1977–78 | 1              | Eredivisie     | 2              | Halve finale   |                        |                 |                 |                        |                |
| 1978–79 | 1              | Eredivisie     | 3              | Halve finale   |                        |                 |                 |                        |                |
| 1979–80 | 1              | Eredivisie     | 4              | Halve finale   |                        |                 |                 |                        |                |
| 1980–81 | 1              | Eredivisie     | 5              | –              |                        |                 |                 |                        |                |
| 1981–82 | 1              | Eredivisie     | 2              | Kampioen       |                        |                 | 3               | Korać Cup              | Tweede ronde   |
| 1982–83 | 1              | Eredivisie     | 4              | Halve finale   |                        |                 | 1               | European Champions Cup | Tweede ronde   |
| 1983–86 | Lagere klassen | Lagere klassen | Lagere klassen | Lagere klassen | Lagere klassen         | Lagere klassen  | Lagere klassen  | Lagere klassen         | Lagere klassen |
| 1986–87 | 1              | Eredivisie     | 4              | Halve finale   |                        |                 |                 |                        |                |
| 1987–88 | 1              | Eredivisie     | 7              | –              |                        |                 |                 |                        |                |
| 1988–89 | 1              | Eredivisie     | 8              | –              |                        |                 |                 |                        |                |
| 1989–90 | 1              | Eredivisie     | 3              | Halve finale   |                        |                 |                 |                        |                |
| 1990–91 | 1              | Eredivisie     | 5              | Halve finale   |                        |                 | 3               | Korać Cup              | Eerste ronde   |
| 1991–92 | 1              | Eredivisie     | 4              | Halve finale   | Kwartfinale            |                 |                 |                        |                |
| 1992–93 | 1              | Eredivisie     | 5              | –              | Kwartfinale            |                 |                 |                        |                |
| 1993–94 | 1              | Eredivisie     | 5              | –              | Halve finale           |                 |                 |                        |                |
| 1994–95 | 1              | Eredivisie     | 4              | Halve finale   |                        |                 |                 |                        |                |
| 1995–96 | 1              | Eredivisie     | 4              | Kwartfinale    |                        |                 |                 |                        |                |
| 1996–97 | 1              | Eredivisie     | 2              | Halve finale   | Finale                 |                 |                 |                        |                |
| 1997–98 | 1              | Eredivisie     | 2              | Finale         | Halve finale           |                 |                 |                        |                |
| 1998–99 | 1              | Eredivisie     | 6              | Kwartfinale    | Kwartfinale            |                 |                 |                        |                |
| 1999–00 | 1              | Eredivisie     | 3              | Kwartfinale    | Finale                 |                 | 3               | Korać Cup              | Kwalificatie   |
| 2000–01 | 1              | Eredivisie     | 2              | Halve finale   | Kwartfinale            |                 | 3               | Korać Cup              | Eerste ronde   |
| 2001–02 | 1              | Eredivisie     | 2              | Kwartfinale    | Halve finale           |                 |                 |                        |                |
| 2002–03 | 1              | Eredivisie     | 7              | Kwartfinale    | Kwartfinale            |                 |                 |                        |                |
| 2003–04 | 1              | Eredivisie     | 3              | Kampioen       | Halve finale           |                 |                 |                        |                |
| 2004–05 | 1              | Eredivisie     | 1              | Kwartfinale    | Winnaar                |                 | 2               | ULEB Cup               | Groepsfase     |
| 2005–06 | 1              | Eredivisie     | 3              | Finale         | Vierde ronde           |                 | 3               | FIBA EuroCup           | Groepsfase     |
| 2006–07 | 1              | Eredivisie     | 3              | Kwartfinale    | Finale                 |                 |                 |                        |                |
| 2007–08 | 1              | Eredivisie     | 5              | Kwartfinale    | Kwartfinale            |                 | 2               | ULEB Cup               | Groepsfase     |
| 2008–09 | 1              | Eredivisie     | 3              | Halve finale   | Kwartfinale            |                 |                 |                        |                |
| 2009–10 | 1              | Eredivisie     | 1              | Kampioen       | Halve finale           |                 |                 |                        |                |
| 2010–11 | 1              | DBL            | 2              | Finale         | Winnaar                |                 | 1               | Euroleague             | Kwalificatie   |
| 2010–11 | 1              | DBL            | 2              | Finale         | Winnaar                | 2               | Eurocup         | Groepsfase             |                |
| 2011–12 | 1              | DBL            | 2              | Halve finale   | Kwartfinale            | Finale          | 2               | Eurocup                | Groepsfase     |
| 2012–13 | 1              | DBL            | 3              | Halve finale   | Vierde ronde           |                 |                 |                        |                |
| 2013–14 | 1              | DBL            | 1              | Kampioen       | Winnaar                |                 | 3               | EuroChallenge          | Groepsfase     |
| 2014–15 | 1              | DBL            | 3              | Finale         | Winnaar                | Winnaar         |                 |                        |                |
| 2015–16 | 1              | DBL            | 3              | Kampioen       | Laatste 16             | Finale          | 3               | FIBA Europe Cup        | Groepsfase     |
| 2016–17 | 1              | DBL            | 1              | Kampioen       | Winnaar                | Winnaar         | 3               | Champions League       | Kwalificatie   |
| 2016–17 | 1              | DBL            | 1              | Kampioen       | Winnaar                | Winnaar         | 4               | FIBA Europe Cup        | Tweede ronde   |
| 2017–18 | 1              | DBL            | 1              | Kampioen       | Winnaar                | Finale          | 3               | Champions League       | Kwalificatie   |
| 2017–18 | 1              | DBL            | 1              | Kampioen       | Winnaar                | Finale          | 4               | FIBA Europe Cup        | Halve finale   |
| 2018–19 | 1              | DBL            | 4              | Finale         | Halve finale           | Winnaar         | 3               | Champions League       | Kwalificatie   |
| 2018–19 | 1              | DBL            | 4              | Finale         | Halve finale           | Winnaar         | 4               | FIBA Europe Cup        | Tweede ronde   |
| 2019–20 | 1              | DBL            | 2              | nvt            | Finale (niet gespeeld) |                 | 3               | Champions League       | Kwalificatie   |
| 2019–20 | 1              | DBL            | 2              | nvt            | Finale (niet gespeeld) | 4               | FIBA Europe Cup | Groepsfase             |                |
| 2020-21 | 1              | DBL            | 2              | Halve finale   | Kwartfinale            |                 | 3               | Champions League       | Kwalificatie   |
| 2020-21 | 1              | DBL            | 2              | Halve finale   | 4                      | FIBA Europe Cup | Groepsfase      |                        |                |
| 2021-22 | 2              | DBL            | 3              | Halve finale   | Winnaar                |                 | 4               | FIBA Europe Cup        | Groepsfase     |

Laatste update: 24 februari 2021

### Landskampioenschappen
Zeven keer werd het landskampioenschap behaald. De eerste keer in het seizoen 1981/1982 onder de naam Nationale Nederlanden Donar. In een best-of-five-serie, waarvan de laatste wedstrijd werd gespeeld in de Evenementenhal te Groningen, won Donar met 3-1 van EBBC Den Bosch.
In 1998 behaalde RZG Donar voor het eerst sinds 1982 weer de finale, onder leiding van coach Glenn Pinas en assistentcoach Dick de Boer. In de vierde wedstrijd van de best-of-seven-serie stond het na vier wedstrijden 3-1 in het voordeel van Hans Verkerk Den Helder, Den Helder had daardoor nog één overwinning nodig om het landskampioenschap te halen. Donar won de twee daaropvolgende wedstrijden waardoor het 3-3 werd, maar in de allesbeslissende zevende wedstrijd won Den Helder alsnog.
In het seizoen 2003/2004 werd MPC Capitals onder leiding van Ton Boot voor de tweede keer in de geschiedenis landskampioen, ten koste van Tulip Den Bosch. De ploeg werd kampioen met 4-2 in de best-of-seven en het feest werd gevierd in de Maaspoort te Den Bosch. Drie dagen later, op een vrijdag, stonden er 10.000 Groningers op de Grote Markt om een feest te vieren. Vanwege renovatie aan het stadhuis werd het team gehuldigd op een podium in plaats van op het bordes.
In het seizoen 2005/2006 behaalden de Capitals wederom de finale, maar werden ze in de best-of-seven-serie met 4-3 verslagen door de EiffelTowers uit 's-Hertogenbosch.
Ook in 2010 was het feest voor de GasTerra Flames. In de competitie werd slechts driemaal verloren en het team eindigde daarmee op de eerste plaats. Na in de play-offs eerst van Upstairs Weert en Zorg en Zekerheid Leiden gewonnen te hebben won de Groninger club op 25 mei van dat jaar de landstitel met een eindstand van 4-1 in de best-of-seven-serie van WCAA Giants uit Bergen op Zoom. Twee dagen later kwamen wederom duizenden fans bijeen op de Grote Markt om het team te eren. Deze keer was het bordes van het stadhuis wel beschikbaar.
Op 1 juni 2014 werd het vierde landskampioenschap gewonnen. Rivaal SPM Shoeters uit Den Bosch werd met 76-68 verslagen in de beslissende wedstrijd, die de eindstand in de serie op 4-3 bracht.
Op 26 mei 2016 werd Donar voor de vijfde keer in de historie landskampioen door uit in Zwolle te winnen met 69-86 van Landstede Basketbal. De best of seven serie werd gewonnen met 4-1! op 27 mei 2016 werd Donar, zoals inmiddels gebruikelijk uitgebreid gehuldigd op de Grote Markt.
Op 25 mei 2017 werd Donar voor de zesde keer landskampioenschap. Net als vorig seizoen was Landstede basketbal de tegenstander. Dit keer won Donar de titel (85 - 55) in haar eigen hal: Martiniplaza. De 4 - 1 leverde niet alleen het kampioenschap op maar ook records: doelsaldo 130 punten in een finaleserie, gemiddeld bijna 26 punten per wedstrijd. Op 26 mei wordt/werd Donar gehuldigd op de Grote Markt.
Een jaar later werd in de play-off finale ZZ Leiden met 4-0 aan de kant gezet en werd Donar voor de derde keer op rij en in totaal zevende maal landskampioen.

### NBB-Bekers
Op 18 februari 1997 won RZG Donar van BS Weert in de halve finale van de beker van de Nederlandse Basketball Bond, waardoor ze door mochten naar de finale. Het was echter niet duidelijk of Donar, na het eventueel winnen van de finale, Europees basketbal mocht spelen. Na veel uitstel en onduidelijkheid besloot Donar dan ook om de bekerfinale niet te spelen waardoor Finish Profiles Astronauts reglementair tweemaal met 2-0 won en zo de bekerwinnaar werd.
Op 13 maart 2005 won MPC Capitals de beker voor de eerste keer. De play-offs dat jaar verliepen dramatisch: ondanks de eerste plaats in de competitie werden de Capitals werden al in de eerste ronde uitgeschakeld door Polynorm Giants uit Bergen op Zoom.
In 2006 haalden de Capitals wederom de finale van de Beker maar werden ze met 60-70 verslagen door Matrixx Magixx uit Nijmegen.
Ondanks het goede seizoen 2009/2010 werden de Flames in de halve finale uitgeschakeld door Zorg en Zekerheid Leiden (72-75).
Op 25 maart 2011 bereikten de Flames de finale ten koste van Magixx Playing for KidsRights, om twee dagen later de finale met 67-55 te winnen van WCAA Giants uit Bergen op Zoom.
Nadat de Flames twee seizoenen vroeg uit het toernooi vlogen werd in 2013/14 de 3e beker gepakt. In de finale werd Zorg en Zekerheid Leiden met 79-71 verslagen.
In 2015 won Donar de Bekerfinale met 70–78 van SPM Shoeters Den Bosch in Zwolle. Twee jaar later behaalde Donar zijn vijfde beker door in eigen huis Landstede Basketbal te verslaan met 78-58.

### Europa
Donar speelde tot en met het seizoen 2020/2021 in totaal 136 Europese wedstrijden (57x winst). Zes daarvan werden gespeeld op het hoogste niveau. Dat gebeurde als landskampioen tijdens de Europacup 1 in 1982/1983 en in het seizoen 2010/2011 was GasTerra Flames de eerste Nederlandse landskampioen ooit die meedeed aan de voorronden van de professionele EuroLeague. De twee kwalificatiewedstrijden tegen UNICS Kazan werden beide verloren, waardoor de Flames verder speelden in de Eurocup (tweede niveau).
In het seizoen 2017/2018 wist Donar geschiedenis te schrijven door voor het eerst in de clubgeschiedenis bij de laatste vier in een Europees toernooi te komen. In de halve finale van het vierde Europese niveau (FIBA Europe Cup) werd thuis gewonnen en uit verloren van de Italiaanse landskampioen Umana Reyer Venezia.

### Erelijst
- Op 20 september 1980 won Donar tegen BOB Oud-Beijerland met een verschil van 100 punten (158-58). De score van 158 werd later dat seizoen nog geëvenaard, ook tegen BOB (158-82).
- Als eerbetoon voor de jarenlange inzet van Martin de Vries (1979-1983, 1986-1990) is zijn shirt retired. 'Zijn' nummer 10 wordt niet meer gebruikt (met uitzondering van de periode 2004-2012).

## Europese wedstrijden
| Competitie                                     | Gespeeld | Winst | Gelijk | Verlies | Winstpercentage |
| ---------------------------------------------- | -------- | ----- | ------ | ------- | --------------- |
| 1 Europacup I / EuroLeague                     | 6        | 3     | -      | 3       | .500            |
| 2 FIBA Saporta Cup / ULEB Cup / Eurocup        | 32       | 7     | -      | 25      | .219            |
| 3 Champions League / Korac Cup / EuroChallenge | 48       | 18    | 2      | 28      | .375            |
| 4 FIBA Europe Cup (sinds 2016/2017)            | 54       | 30    | -      | 24      | .555            |
| Totalen                                        | 136      | 57    | 2      | 77      | .419            |

| Seizoen | Niveau | Competitie                   | Ronde          | Tegenstander              | Thuis            | Uit              |
| ------- | ------ | ---------------------------- | -------------- | ------------------------- | ---------------- | ---------------- |
| 1974/75 | 3      | Korać Cup                    | Eerste ronde   | Etzella Ettelbruck        | 129-68           | 78-110           |
| 1974/75 | 3      | Korać Cup                    | Tweede ronde   | ASVEL Villeurbanne        | 90-82            | 87-64            |
| 1981/82 | 3      | Korać Cup                    | Eerste ronde   | Solent Stars Southampton  | 107-77           | 105-92           |
| 1981/82 | 3      | Korać Cup                    | Tweede ronde   | Cotonificio Badalona      | 104-82           | 107-83           |
| 1982/83 | 1      | Europacup 1                  | Eerste ronde   | Ammerud Oslo              | 116-67           | 56-106           |
| 1982/83 | 1      | Europacup 1                  | Tweede ronde   | Maccabi Elite Tel Aviv    | 76-69            | 88-68            |
| 1990/91 | 3      | Korać Cup                    | Eerste ronde   | Vojvodina Novi Sad        | 80-90            | 102-73           |
| 1999/00 | 3      | Korać Cup                    | Kwalificatie   | Vacallo Win               | 61-78            | 86-73            |
| 2000/01 | 3      | Korać Cup                    | Eerste ronde   | Athlon Ieper              | 70-88            | 76-72            |
| 2004/05 | 2      | ULEB Cup                     | Groepsfase     | Maroússi Honda            | 74-82            | 85-51            |
| 2004/05 | 2      | ULEB Cup                     | Groepsfase     | Telindus Oostende         | 97-85            | 84-97            |
| 2004/05 | 2      | ULEB Cup                     | Groepsfase     | Gran Canaria              | 69-79            | 80-63            |
| 2004/05 | 2      | ULEB Cup                     | Groepsfase     | Zadar                     | 73-71            | 74-51            |
| 2004/05 | 2      | ULEB Cup                     | Groepsfase     | Cholet                    | 72-74            | 79-67            |
| 2005/06 | 3      | EuroChallenge (FIBA EuroCup) | Groepsfase     | Śląsk Wroclaw             | 69-79            | 77-68            |
| 2005/06 | 3      | EuroChallenge (FIBA EuroCup) | Groepsfase     | Hapoel Tel Aviv           | 72-74            | 66-73            |
| 2005/06 | 3      | EuroChallenge (FIBA EuroCup) | Groepsfase     | Maroússi Honda            | 73-68            | 65-53            |
| 2007/08 | 2      | ULEB Cup                     | Groepsfase     | CSU Asesoft Ploieşti      | 81-95            | 80-73            |
| 2007/08 | 2      | ULEB Cup                     | Groepsfase     | Galatasaray Café Crown    | 60-93            | 101-67           |
| 2007/08 | 2      | ULEB Cup                     | Groepsfase     | Akavayu Girona            | 91-105           | 96-63            |
| 2007/08 | 2      | ULEB Cup                     | Groepsfase     | Hemofarm Vršac            | 94-85            | 102-77           |
| 2007/08 | 2      | ULEB Cup                     | Groepsfase     | Spirou Charleroi          | 79-73            | 85-76            |
| 2010/11 | 1      | Euroleague                   | Kwalificatie 1 | UNICS Kazan               | 72-84            | 78-63            |
| 2010/11 | 2      | Eurocup                      | Groepsfase     | Galatasaray Café Crown    | 65-66            | 57-63            |
| 2010/11 | 2      | Eurocup                      | Groepsfase     | Panellinios Athene        | 57-63            | 68-51            |
| 2010/11 | 2      | Eurocup                      | Groepsfase     | Bennet Cantù              | 80-74            | 81-54            |
| 2011/12 | 2      | Eurocup                      | Groepsfase     | Rüdüpis Prienai           | 87–82            | 97–70            |
| 2011/12 | 2      | Eurocup                      | Groepsfase     | Aris Thessaloniki         | 51–58            | 79–58            |
| 2011/12 | 2      | Eurocup                      | Groepsfase     | ČEZ Nymburk               | 75–92            | 93–60            |
| 2013/14 | 3      | EuroChallenge                | Groepsfase     | Grissin Bon Reggio Emilia | 85–60            | 78–61            |
| 2013/14 | 3      | EuroChallenge                | Groepsfase     | KTP TEHO Sport            | 72–76            | 72–76            |
| 2013/14 | 3      | EuroChallenge                | Groepsfase     | Okapi Aalstar             | 63-70            | 83-82 (OT)       |
| 2015/16 | 3      | FIBA Europe Cup              | Groepsfase     | ASVEL Villeurbanne        | 66-85            | 81-45            |
| 2015/16 | 3      | FIBA Europe Cup              | Groepsfase     | Belfius Mons-Hainaut      | 77-75            | 90-76            |
| 2015/16 | 3      | FIBA Europe Cup              | Groepsfase     | Egis Körmend              | 78-71            | 75-72            |
| 2016/17 | 3      | Champions League             | Kwalificatie 1 | Tartu Ülikool Rock        | 76-76            | 65-57            |
| 2016/17 | 4      | FIBA Europe Cup              | Groepsfase     | Gravelines                | 70-79            | 71-67            |
| 2016/17 | 4      | FIBA Europe Cup              | Groepsfase     | Hubo Limburg United       | 98-70            | 90-97            |
| 2016/17 | 4      | FIBA Europe Cup              | Groepsfase     | Egis Körmend              | 79-74            | 72-79            |
| 2016/17 | 4      | FIBA Europe Cup              | Tweede ronde   | Jenisey Krasnojarsk       | 76-84            | 67-81            |
| 2016/17 | 4      | FIBA Europe Cup              | Tweede ronde   | Benfica                   | 81-78            | 82-94            |
| 2016/17 | 4      | FIBA Europe Cup              | Tweede ronde   | Lukoil Academic           | 95-89            | 88-64            |
| 2017/18 | 3      | Champions League             | Kwalificatie 1 | Vytautas                  | 75-77            | 61-84            |
| 2017/18 | 3      | Champions League             | Kwalificatie 2 | Bakken Bears              | 78-80            | 83-91            |
| 2017/18 | 3      | Champions League             | Kwalificatie 3 | Movistar Estudiantes      | 76-76            | 77-69 (OT)       |
| 2017/18 | 4      | FIBA Europe Cup              | Groepsfase     | ESSM Le Portel            | 77-72            | 60-49            |
| 2017/18 | 4      | FIBA Europe Cup              | Groepsfase     | KK Bosna Sarajevo         | 94-56            | 43-72            |
| 2017/18 | 4      | FIBA Europe Cup              | Groepsfase     | Telenet Giants Antwerpen  | 84-82 (OT)       | 78-77            |
| 2017/18 | 4      | FIBA Europe Cup              | Tweede ronde   | U-BT Cluj Napoca          | 92-72            | 73-77            |
| 2017/18 | 4      | FIBA Europe Cup              | Tweede ronde   | Keravnos Strovolou        | 109-69           | 74-72            |
| 2017/18 | 4      | FIBA Europe Cup              | Tweede ronde   | Belfius Mons-Hainaut      | 96-72            | 84-65            |
| 2017/18 | 4      | FIBA Europe Cup              | Achtste finale | U-BT Cluj Napoca          | 103-76           | 69-76            |
| 2017/18 | 4      | FIBA Europe Cup              | Kwartfinale    | KK Mornar Bar             | 101-74           | 73-67            |
| 2017/18 | 4      | FIBA Europe Cup              | Halve finale   | Umana Reyer Venezia       | 83-80            | 82-72            |
| 2018/19 | 3      | Champions League             | Kwalificatie 1 | Z-Mobile Prishtina        | 80-55            | 84-64            |
| 2018/19 | 3      | Champions League             | Kwalificatie 2 | Fribourg Olympic          | 67-72            | 66-71            |
| 2018/19 | 4      | FIBA Europe Cup              | Groepsfase     | Pınar Karsiyaka           | 89-83            | 64-69            |
| 2018/19 | 4      | FIBA Europe Cup              | Groepsfase     | Spirou Charleroi          | 76-73            | 94-64            |
| 2018/19 | 4      | FIBA Europe Cup              | Groepsfase     | Istanbul BBSK             | 90-81            | 47-85            |
| 2018/19 | 4      | FIBA Europe Cup              | Tweede ronde   | Pallacanesto Varese       | 67-73            | 77-80            |
| 2018/19 | 4      | FIBA Europe Cup              | Tweede ronde   | AEK Larnaca               | 70-80            | 56-78            |
| 2018/19 | 4      | FIBA Europe Cup              | Tweede ronde   | Dinamo Sassari            | 76-84            | 97-74            |
| 2019/20 | 3      | Champions League             | Kwalificatie 1 | Benfica                   | 76-66            | 94-65            |
| 2019/20 | 4      | FIBA Europe Cup              | Groepsfase     | Pınar Karsiyaka           | 62-79            | 77-59            |
| 2019/20 | 4      | FIBA Europe Cup              | Groepsfase     | Spirou Charleroi          | 64-78            | 87-56            |
| 2019/20 | 4      | FIBA Europe Cup              | Groepsfase     | Phoenix Brussel           | 75-63            | 70-72            |
| 2020/21 | 3      | Champions League             | Kwalificatie 1 | Dnipro                    | 88-53            | 88-53            |
| 2020/21 | 3      | Champions League             | Kwalificatie 2 | Keravnos Strovolou        | 57-60            | 57-60            |
| 2020/21 | 4      | FIBA Europe Cup              | Groepsfase     | Parma Perm                | 81-93            | 81-93            |
| 2020/21 | 4      | FIBA Europe Cup              | Groepsfase     | Heroes Den Bosch          | 98-99            | 98-99            |
| 2020/21 | 4      | FIBA Europe Cup              | Groepsfase     | Borisfen Mahiljow         | walk over (20-0) | walk over (20-0) |
| 2021/22 | 4      | FIBA Europe Cup              | Kwalificatie 1 | Swans Gmunden             | 80-53            | 80-53            |
| 2021/22 | 4      | FIBA Europe Cup              | Kwalificatie 2 | Benfica                   | 73-81 (LL)       | 73-81 (LL)       |
| 2021/22 | 4      | FIBA Europe Cup              | Groepsfase     | London Lions              | 60-79            | 85-67            |
| 2021/22 | 4      | FIBA Europe Cup              | Groepsfase     | Medi Bayreuth             | 64-71            | 61-84            |
| 2021/22 | 4      | FIBA Europe Cup              | Groepsfase     | Kapfenberg Bulls          | 85-59            | 85-89 (n.v.)     |

## Coaches
| Maarten van Gent   | 1980–1982          |
| Bill Sheridan      | 1982–1983          |
| Rupport Clements   | 1986–1988          |
| Jan Willem Jansen  | 1988–1991          |
| Marten Scheepstra  | 1991–1993          |
| Glenn Pinas        | 1993–2002          |
| Dick de Boer       | 2002–2003          |
| Marten Scheepstra  | 2002–2003          |
| Ton Boot           | 2003–2007          |
| Pep Clarós         | 2007–2008          |
| Marco van den Berg | 2008–2011          |
| Hakim Salem        | 2011–december 2012 |
| Ivica Skelin       | Januari 2013–2015  |
| Erik Braal         | 2015–2020          |
| Ivan Rudež         | 2020–april 2021    |
| Pete Miller        | april 2021–2021    |
| Matthew Otten      | 2021–2022          |
| Andrej Štimac      | 2022-heden         |

## Spelers
Spelers die een lange tijd voor de club speelden, individuele prijzen wonnen of succesvol waren in de rest van hun carrière zijn hierin opgenomen.
| Criteria |
| --- |
| Om hierin opgenomen te kunnen worden moeten spelers aan een van de volgende criteria voldoen: - Spelers moeten minimaal drie seizoenen voor de club hebben gespeeld. - Spelers moeten een clubrecord hebben gebroken of een individuele prijs gewonnen hebben in de tijd dat ze bij de club waren. - Spelers moeten een interland hebben gespeeld voor hun nationale team in de tijd dat ze bij de club waren. - Spelers moeten in hun carrière minimaal één NBA wedstrijd hebben gespeeld. |

- Jason Dourisseau (9 seizoenen: 2009-14, 2015 - nu)
- Thomas Koenis (6 seizoenen: 2011-15, 2017 - nu)
- Shane Hammink (1 seizoen: 2018 - nu)
- Sean Cunningham (5 seizoenen: 2014-19)
- Lance Jeter (4 seizoenen: 2014-15, Halverwege 2015-17, December 2018-19)
- Arvin Slagter (4 seizoenen: 2013-14, 2016-19)
- Drago Pašalić (3 seizoen: 2016-19)
- Rienk Mast (2 seizoenen: 2017-19)
- Evan Bruinsma (1 seizoen: 2017-18)
- Brandyn Curry (1 seizoen: 2017-18)
- Chase Fieler (2 seizoenen: 2015-17)
- Ross Bekkering (3 seizoenen: 2013-16)
- Cashmere Wright (1 seizoen: 2013-14)
- Rogier Jansen (5 seizoenen: 2003-05 / 2007-09 / 2012-13)
- Alex Wesby (1 seizoen: 2011-12)
- Avis Wyatt (1 seizoen: 2011-12)
- Matt Haryasz (2 seizoenen: 2009-11)
- Torey Thomas (1 seizoen: 2008-09)
- Chris McGuthrie (2 seizoenen: 2004-06)
- Kees Akerboom jr. (2 seizoenen: 2004–06)
- Travis Reed (3 seizoenen: 2003-06)
- Valmo Kriisa (3 seizoenen: 2003–06)
- Daniel Novák (4 seizoenen: 2003–06, 2008-09)
- Mack Tuck (1 seizoen: 2001–02)
- Donnell Thomas (3 seizoenen: 1995-98)
- Hein Gerd Triemstra (7 seizoenen: 1992-98, 2000-04)
- Jack Jennings (1 seizoen: 1992–93)
- Dino Bergens (3 seizoenen: 1991–94)
- Bernard Day (3 seizoenen: 1988-91)
- Albert van der Ark (8 seizoenen: 1981-83, 1986-88, 1991-95)
- Frank Ardon (7 seizoenen: 1981-83, 1986-91)
- Martin de Vries (8 seizoenen: 1979–83, 1986-90)
- Jimmy Moore (2 seizoenen: 1981-83)
- Al Faber (2 seizoenen: 1981-83)
- John Franken (5 seizoenen: 1977-82)
- David Lawrence (1 seizoen: 1981-82)
- Renso Zwiers (8 seizoenen: 1973–81)
- Pete Miller (3 seizoenen: 1975-78)
- Dragutin "Misko" Čermak (2 seizoenen: 1973–75)
- Jan Loorbach (7 seizoenen: 1964-71)
- Hans Lesterhuis (6 seizoenen: 1964-70)

## "Retired" nummers
| Donar "retired" nummers |                    |                  |         |                      |
| Nº                      | Nat.               | Speler           | Positie | Periode              |
| 10                      | Vlag van Nederland | Martin de Vries  | SG      | 1979–1983, 1986–1990 |
| 8                       | Vlag van Nederland | Jason Dourisseau | G/F     | 2009–2014, 2015–2020 |
| 14                      | Vlag van Nederland | Thomas Koenis    | C       | 2011–2015, 2017–2022 |

## Supportersvereniging
Op 26 augustus 1997 werd de huidige supportersvereniging Vikings opgericht, een link met de Noorse god Donar. Na het verdwijnen van de clubnaam Donar werd de link tussen de club en de naam Vikings minder duidelijk. Daarom werd in maart 2010 besloten de naam te wijzigen in Supportersvereniging Donar. Aan het begin van het seizoen 2010-2011 had de vereniging 330 leden.

## Mascotte
Tijdens de thuiswedstrijden wordt het team van Donar aangemoedigd door de mascotte Thunder. Thunder is altijd in voor een geintje, een foto, knuffel of high-5 met de fans. Als de wedstrijden bezig zijn is de mascotte te vinden tussen het publiek. Zodra de time-out's of pauzes starten verplaatst hij zich naar het veld toe. Thunder draagt het witte thuistenue van het team en fietst graag rond op zijn kleine fietsje. Samen met Team Thunder zorgen ze voor spectaculaire entertainment gedurende de wedstrijden.